# Apokryphon des Ezechiel
Das Apokryphon des Ezechiel (veraltet auch Ezechiel der Prophet) ist eine jüdische apokryphe Schrift, die wahrscheinlich zwischen 50 v. Chr. und 50 n. Chr. entstand. Sie bezieht sich auf den Propheten Ezechiel des Tanach. Es sind nur kurze Ausschnitte des Textes bei Epiphanius, Clemens von Alexandria und Clemens von Rom zitiert, sowie im Papyrus Chester Beatty XII erhalten.
Eine apokryphe Schrift des Ezechiel wurde zuerst bei Flavius Josephus in den Antiquitates X,5,1 erwähnt, später auch bei Nikephoros I. in dessen Stichometrie und im Babylonischen Talmud.
Im längsten erhaltenen Text wird ein auch sonst breit belegtes Gleichnis über einen Blinden und einen Lahmen erzählt, die verbotenerweise in den Park des Königs eindringen. Ihre Strafe steht beispielhaft für die gemeinsame Verantwortung von Körper und Seele vor dem letzten Gericht.

## Textausgaben
Griechischer Originaltext
- Karl Holl: Das Apokryphon Ezechiel. In: Aus Schrift und Geschichte. Theologische Abhandlungen A. Schlatter … dargebracht. Stuttgart 1922, S. 85–98. [wieder: Ders.: Gesammelte Aufsätze zur Kirchengeschichte Aufsätze. Band 2: Der Osten. Tübingen 1928, S. 33–43.]

Deutsche Übersetzungen
- Paul Rießler: Altjüdisches Schrifttum außerhalb der Bibel. Dr. B. Hilser, Augsburg 1928, S. 334–336 (Wikisource).
- Karl-Gottfried Eckart: Das Apokryphon Ezechiel. In: Jüdische Schriften aus hellenistisch-römischer Zeit. Band 5,1. Gütersloh 1974, ISBN 3-579-03951-2, S. 45–56.